# Crataegus beadlei
Crataegus beadlei es una especie de planta del género Crataegus, perteneciente a la familia Rosaceae.

## Taxonomía
Crataegus beadlei fue descrita por William Willard Ashe 1900.

## Distribución
Se encuentra en el territorio de Georgia y Carolina del Norte.